# Carlo VIII di Svezia
Karl Knutsson (Bonde), detto impropriamente Carlo VIII di Svezia e conosciuto anche come Carlo I di Norvegia (5 ottobre 1409 – 15 maggio 1470), fu re di Svezia per ben tre volte (1448-1457, 1464-1465 e dal 1467 fino alla sua morte nel 1470) e re di Norvegia dal 1449 al 1450. Il fatto di riferirsi a Karl Knutsson come Carlo VIII è un'invenzione infatti successiva alla sua morte. I re svedesi Erik XIV (1560-68) e Carlo IX (1604-11) guadagnarono i propri numeri di successione grazie ad uno studio fittizio della storia della Svezia. Le monete dell'epoca lo indicano comunque correttamente con il nome di Carlo II.

## Famiglia
Karl Knutsson nacque nel 1409, figlio di Knut (Tordsson) Bonde, cavaliere e membro del Consiglio Privato del Re di Svezia (riksråd), e di Margareta Karlsdotter (Sparre av Tofta), l'unica figlia di Carlo Ulvsson di Tofta. Il Re Carlo morì il 14 maggio 1470. Il suo primo matrimonio, nel 1428, con Birgitta Turesdotter (Bielke) (m. 1436) gli diede la prima erede, Cristina. Il suo secondo matrimonio, nel 1438, con Caterina Karlsdotter (Gumsehuvud) (m. 1450) gli diede la seconda figlia, Maddalena, che sposò Ivar Axelsson (Tott). Egli ebbe inoltre due figli dalla terza moglie (che era formalmente un'amante) Cristina Abrahamsdotter, Anna e Carlo. Il padre, secondo una leggenda dei contemporanei, discendeva da un fratello minore di Erik IX (Sant'Erik di Svezia). La madre, appartenente ad una nobile famiglia di Jarl svedesi era conseguentemente imparentata con i Folkunge, conti di Svezia, derivati da una figlia di Canuto IV di Danimarca e di Adele delle Fiandre.

## I travagliati anni del governo
Nel 1434 divenne membro del Consiglio Privato di Svezia e nell'ottobre assunse uno degli incarichi più importanti, quello di Grand Conestabile di Svezia, o Riksmarsk. A causa della crescente insoddisfazione del Re Eric di Pomerania verso la nobiltà svedese, Carlo nel 1436 venne proclamato Rikshövitsman, una carica che corrispondeva a quella di Governatore Militare della regione svedese del Realm ed infine sostituì il re come reggente dal 1438 al 1440, come risultato della rivolta di Engelbrekt Engelbrektsson. Durante la reggenza provvisoria di Carlo, ebbe luogo la cosiddetta "Ribellione di David" (una rivolta contadina) che prese piede in Finlandia. Eric di Pomerania venne costretto ad abbandonare il trono e nel 1440 Cristoforo di Baviera, venne eletto Re di Svezia, Norvegia e Danimarca. All'incoronazione di Cristoforo, nel settembre 1441, Carlo venne nominato cavaliere e Gran Giudice di Svezia, o Riksdrots. Nell'ottobre egli rinunciò a quest'ultima carica per ricoprire nuovamente quella di Gran Conestabile. Dal 1442 divenne governatore militare (hövitsman) a Viborg in Finlandia con il titolo di Margravio di Viborg.
La sua prima sede fu Turku. Presto la politica invasiva di Cristoforo lo spinse a concedere anche il castello di Turku. Per questo motivo, Carlo si trasferì al castello di Vyborg, lungo le coste ad est della Finlandia, dove egli tenne una corte indipendente, acquisendo una sovranità indipendente sulle proprie terre e promuovendo la Lega Anseatica, acquisendo la città russa diNovgorod e l'alleanza con i Cavalieri Teutonici nelle attuali Estonia e Lituania.
Alla morte di Cristoforo nel 1448, deceduto senza un erede diretto, Carlo venne eletto Re di Svezia il 20 giugno ed il 28 giugno venne incoronato re alla Pietra di Mora, non lontano da Uppsala, con la presenza delle proprie truppe, visto il parere contrario dei reggenti Bengt e Nils Jönsson (Oxenstierna). La sua elezione divenne pretesto per proporre l'Unione di Kalmar, realizzata proprio in quegli anni per iniziativa svedese, e nel 1449 venne eletto Re di Norvegia e venne incoronato a Trondheim il 20 novembre. I danesi, nel 1448, avevano eletto Cristiano I come loro nuovo monarca. Presto, nel 1450, Carlo venne forzato a cedere a Cristiano la Norvegia. Dal 1451, Svezia e Danimarca erano in guerra l'una con l'altra. A causa delle devastazioni e delle guerre, in Svezia divenne sempre maggiore l'opposizione verso Carlo. L'opposizione più forte venne data dalla chiesa svedese che accusava Carlo di volersi appropriare contemporaneamente del potere temporale e spirituale. Altri oppositori provenivano dalla famiglia degli Oxenstierna e dalla casata dei Vasa, che avevano rappresentato l'opposizione all'elezione del re ed avevano perso.
Durante i successivi vent'anni, Carlo venne deposto due volte, riacquisendo il trono tre volte (1448-57, 1464-65, 1467-70).
Nel 1457, prese piede una nuova rivoluzione, capeggiata dall'Arcivescovo di Uppsala Jöns Bengtsson Oxenstierna e dal Nobile Erik Axelsson Tott. Carlo venne inviato in esilio a Danzica. I due capi della rivolta si organizzarono in una coreggenza, e prepararono l'elezione per Cristiano I di Danimarca a re (prima a Turku, poi a Stoccolma).
Nel 1463, il Re Cristiano ebbe degli scontri con l'arcivescovo a causa della sua politica fiscale. L'Arcivescovo Jöns Bengtsson venne imprigionato, il che causò una ribellione della famiglia del prelato che portò all'esilio di Cristiano dalla Svezia. Carlo venne richiamato dai ribelli, e regnò per circa sei mesi, ma venne nuovamente esiliato. Nel 1467, il reggente Erik Axelsson Tott, che ora aveva richiesto il supporto di carlo, lo incoronò ancora una volta Re di Svezia. Carlo regnò per tre anni, sotto il potere del parlamento, sino alla sua morte nel 1470.
Il suo unico erede era figlio di Cristina Abrahamsdotter che sposò poco prima di morire. Il governo svedese non permise al ragazzo di succedere al padre, ma nominò uno dei suoi parenti a reggente per il nuovo re, Sten Sture il Vecchio (nipote di Carlo).

Stemma di Carlo come Re di Norvegia

## Politica
Carlo rappresentò la crescita dell'aristocrazia svedese che proprio in quegli anni cercava di espandere l'influenza della Svezia sulla penisola scandinava soggiogando gli oppositori. Nel secolo successivo, quando l'unione fu dissolta, Carlo ricevette molti onori come uno dei personaggi che più di ogni altri si erano prodigati per l'indipendenza della Svezia.
La nipote di Carlo, Cristina Nilsdotter Gyllenstierna sposò Sten Sture il Giovane la cui reggenza rappresentò simili valori: nazionalismo ed indipendenza Svedese.
La famiglia di Carlo VIII, nella persona di alcuni suoi parenti, rimase annoverata nella nobiltà svedese per lungo tempo. I discendenti di Carlo non ottennero alcun trono sino al 1863 quando il Principe Cristiano di Schleswig-Holstein-Sonderburg-Glucksburg divenne Re di Danimarca con il nome di Cristiano IX. I discendenti di Carlo ebbero rappresentanti nelle casate di Norvegia, Grecia e Gran Bretagna.
Una sua discendente diretta, la Principessa Sibilla di Sassonia-Coburgo-Gotha sposò un principe ereditario di Svezia nel XX sec., e con suo figlio, il Re Carlo XVI Gustavo di Svezia, il sangue di Carlo VIII tornò a scorrere sul trono svedese.